# Kaldoprocessen

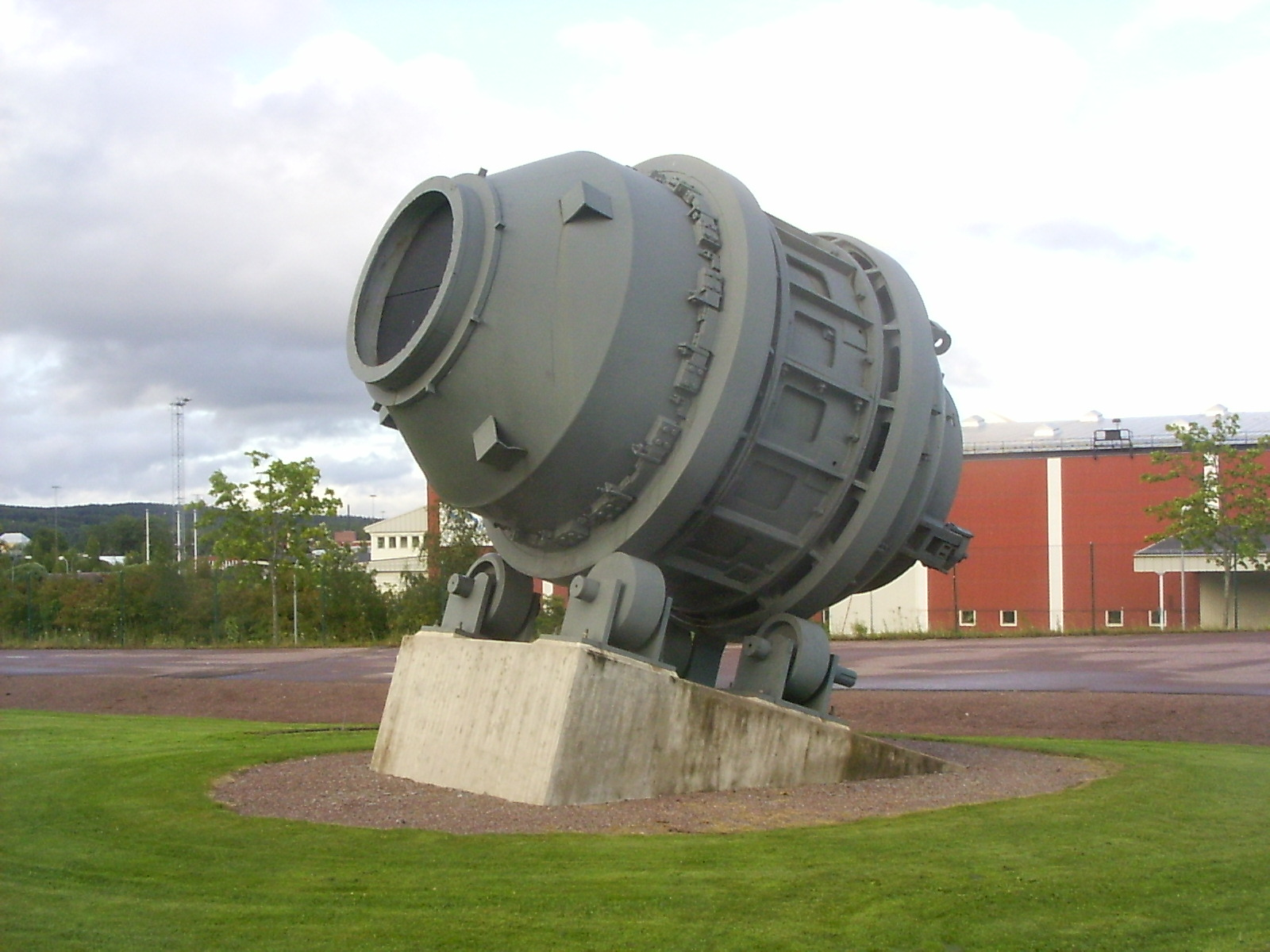
Kaldokonverter.

Kaldoprocessen är en metallurgisk process för ståltillverkning. Kaldoprocessen utvecklades vid Domnarvets järnverk i slutet av 1940-talet under ledning av professor Bo Kalling (därav namnet Kaldo efter Kalling och Domnarvet). I början av 1970-talet hade ett tiotal stålverk installerat kaldokonvertrar, men på grund av de höga driftskostnaderna avställdes de flesta relativt snabbt. Processmetallurgiskt har processen emellertid stor flexibilitet; den tar cirka 35 minuter att utföra, ingen extern uppvärmning krävs och upp till 40 procent stålskrot kan inkluderas i laddningen. 
Processen genomförs i en konverter, vilken roterar kring sin längdaxel (max 40 varv/min) och under blåsningen lutar 17 grader mot horisontalplanet. Snett ovanför ugnskroppen finns fickor för chargering av kalk, malm med mera. Under blåsningen täcks mynningen av en svängbar vattenkyld huv, där en så kallad syrgaslans finns monterad. Gasen från konvertern sugs sedan ut genom huven och passerar en stoftreningsanläggning.
Kaldoprocessen kan användas för färskning av såväl högfosfor- som lågfosforråjärn. Konvertern kan regleras med varvtal, syrgasflöde och lanshöjd samt genom tillsättning av kalk och kylmedel. Den höga avgastemperaturen orsakar emellertid en kraftig termisk belastning på infodringen, vilket är en av orsakerna till processens höga foderslitage. En av de stora fördelarna med processen är att rotationen gör det möjligt att styra färskningen så att högkolhaltiga stål kan tillverkas direkt i ugnen, även från förhållandevis fosforrikt råjärn. Vidare bidrar processens goda värmeekonomi (vilket framförallt ett resultat av den goda efterförbränningen av kolmonoxid till koldioxid i ugnsatmosfären) till att skrotsmältningskapaciteten är mycket hög.
Kaldoprocessens höga driftkostnader var länge ett problem. Framförallt hade man problem med processens höga foderslitage och underhållet av den mekaniska utrustningen. Under hela 1970-talet gjordes dock väsentliga förbättringar vid Domnarvet och de två konvertrarna användes fram tills det att den malmbaserade ståltillverkningen lades ned 1981.